# Morena wyciśnięta
Morena wyciśnięta – materiał skalny znajdujący się przed czołem lodowca zostaje wypchnięty do góry. Następuje to pod wpływem nacisku lodowca na położony obok niezamarznięty obszar.